# 盖特维茨
盖特维茨（德語：Gertewitz）是德国图林根州的一个市镇。总面积4.21平方公里，总人口163人，其中男性82人，女性81人（2011年12月31日），人口密度39人/平方公里。